# Groais Island
Groais Island ist eine unbewohnte Insel im Nordosten der kanadischen Insel Neufundland. Das Eiland liegt damit im Nordatlantik gegenüber von Kap Rouge. Es hat eine Fläche von 41 km². Die nächsten Orte auf der Avalon-Halbinsel, also bereits auf Neufundland, sind Croque und Conche.
Der Grund der Insel besteht hauptsächlich aus kiesigem Psammit und Pelit.

## Geschichte

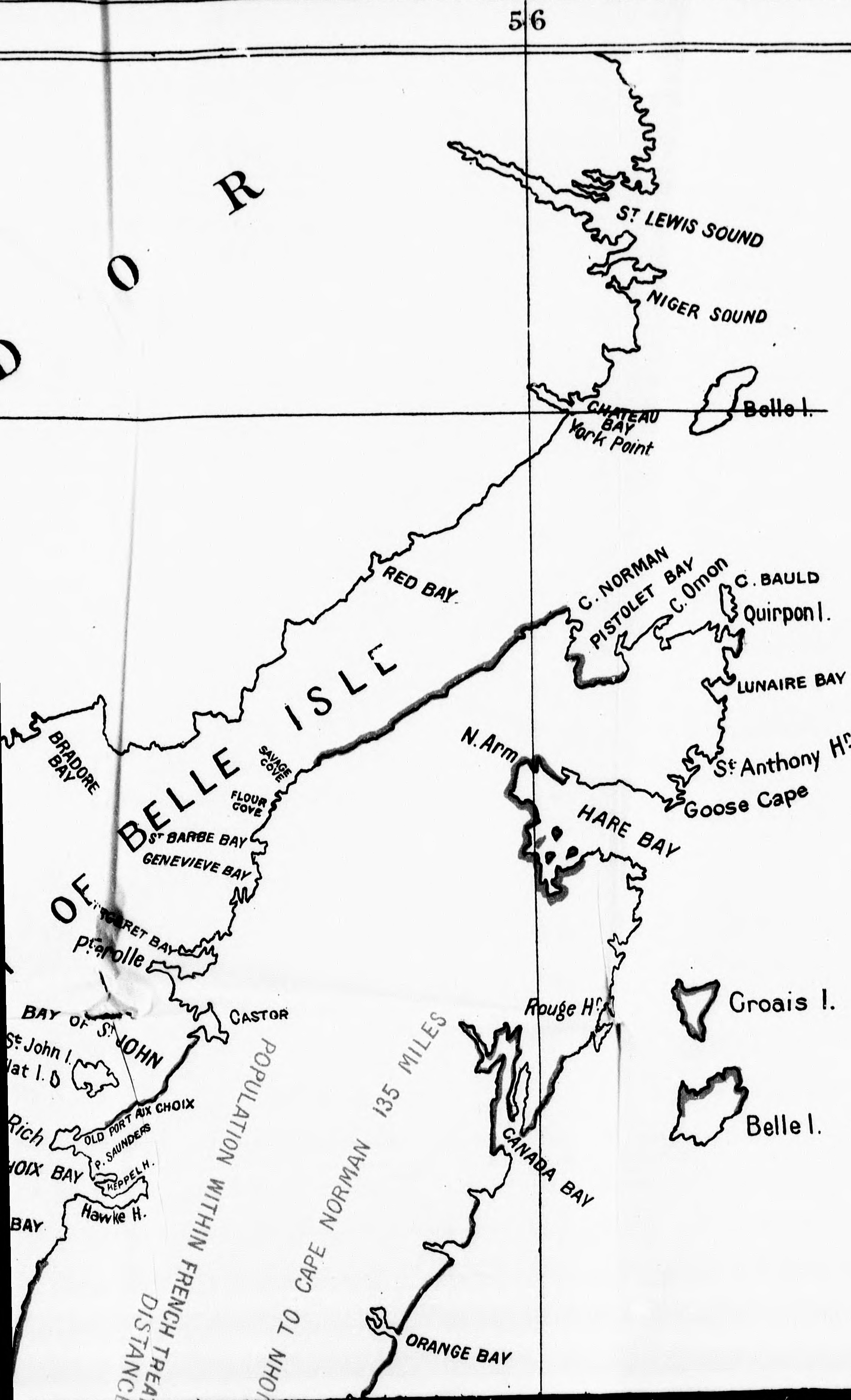
Ausschnitt aus einer Karte von 1889, französische Vertragsrechte in Neufundland

Die Insel ist heute unbewohnt, wurde aber früh von Fischern der Inuit genutzt, die im 16. Jahrhundert südwärts zogen. Bereits zu dieser Zeit erschienen bretonische und baskische Fischer auf den Inseln vor Neufundland, aber schon vor 1620 zogen sie sich aus dem Gebiet vor Neufundland und insgesamt aus dem Norden Labradors zurück. Dies hing mit einem lang anhaltenden Guerillakrieg zusammen, mit denen die Inuit die bretonische und baskische Konkurrenz letztlich vertrieben.
Erst ab 1680, als sich kanadische Händler für die Region interessierten, die in Québec ansässig waren, kamen wieder Fischer auf der Suche nach Lachs, aber auch Robbenfänger zu den Inseln. Auch französische Siedler zog es in die Region.
Ihren heutigen Namen erhielt die Insel von der Ile de Groix vor der Küste der Bretagne. Möglicherweise geht dieser wiederum auf das bretonische Wort groac'h für ‚Hexe‘ zurück. Zusammen mit dem benachbarten Bell Island wurden die beiden „belles isles“ 1534 von Jacques Cartier gesichtet. James Cook passierte die Insel am 4. Juli 1754. 1833 schreibt Edmund March Blunt, sie messe 8 mal 2½ Meilen, hingegen behaupteten John Purdy und Alexander G. Findlay, sie messe fast 7 mal 3½ Meilen. Nach letzterem lag ihr nördlichster Punkt bei 50°, 59', 15'N und 55°, 27', 28'' W.